# Carl-Johan Westholm
Carl-Johan Westholm, född 13 augusti 1947 i Orsa, död 2 augusti 2022 i Uppsala, var en organisationsledare i näringslivet.
Westholm studerade vid Uppsala universitet, där han 1970 blev politices magister, och 1976 filosofie doktor på avhandlingen Ratio och universalitet: John Stuart Mill och dagens demokratidebatt. Han var 1969–1971 periodvis ledarskribent i Dagens Nyheter och universitetslärare i statskunskap 1971–1974.
Westholm började hösten 1976 på Svenska Arbetsgivareföreningen (SAF) som medarbetare i ledningen för Avdelningen för samhällskontakt med dess chef Sture Eskilsson.
Samtidigt hade Westholm hjälpt Eskilsson med att utreda framtiden för den vilande Näringslivets fond, på uppdrag av dess ordförande, förre SAF-chefen Bertil Kugelberg. Resultatet blev ett återuppståndet Timbro förlag, med bland annat boktidningen Opinion, som lades ner efter några år, och det akademiska bokförlaget Ratio, där Uppsala universitets just avgångne rektor Torgny T:son Segerstedt blev ordförande.
Westholm kom att samarbeta nära med den just avgångne ordföranden i SAF, Curt Nicolin, då denne 1984 bad Westholm att bli VD för Näringslivets ekonomifakta. År 1992 blev han VD i Företagarnas riksorganisation och åren 1997–2001 var han VD i Svensk Handel och ordförande i Handelns utredningsinstitut.
Westholm var under åren 1988–2010 Secretary i the Mont Pelerin Society, det globala klassiskt liberala sällskap som grundades 1947 av F.A. Hayek. Han var en av dess Vice Presidents 2010–2012.
Westholm författade ett antal skrifter. Han myntade begreppet "borgerlighetens diskreta skam". Westholms sista skrift blev Se Staten! För statsblinda. Han var månadskrönikör 2006–2011 i Falu-Kuriren, Mora tidning med flera. Han var ordförande i Uppfinnarkollegiet från 2012.